# 필드 동작
필드 동작은 기본 스케이팅 기술과 가장자리 컨트롤을 강조하는 피겨 스케이팅 구성요소에 부여된 명칭이다. 대회 프로그램의 맥락에서 '필드 동작'은 스파이럴, 스프레드 이글, 이나바우어, 하이드로블레이딩 및 유사한 확장 가장자리 동작을 포함한다.
미국에서 필드 동작은 점진적으로 더 어려운 가장자리와 스텝 패턴으로 구성된 기술 실험을 말한다. 1990년에 국제 대회에서 컴펄서리 피겨의 폐지에 따라, 여러 나라에서 피겨 스케이팅 연맹은 프리 스케이팅 형식 내에서 컴펄서리 피겨와 같은 구성요소를 가르치는 이 훈련을 개발했다.